# Front Revolucionari Kuki
El Front Revolucionari Kuki (Kuki Revolutionary Front) i la seva branca militar l'Exèrcit Revolucionari Kuki (Kuki Revolutionary Army) és un moviment polític dels kuki de Manipur. amb el suport del Consell Nacional Socialista de Nagalim. Es van fundar el desembre de 1999. Lluiten per un estat separat Kuki dins l'Índia a les zones que habiten a Manipur i un consell autònom kuki al districte de Karbi Anglong. El 2007 va patir una escissió (el Front Revolucionari Kuki/Exèrcit Revolucionari Kuki-Unificació) que va apartar a la major part dels 200 militants de Karbi Anglong que consideraven més important lluitar per la unificació de tots els grups tribals kukis.